# 2007-es gambiai parlamenti választások
A gambiai parlamenti választásokat 2007. január 25-én tartották. A parlament 48 képviselőjét választották meg, valamint öt tagot az elnök jelölt ki. A Független Választási Hivatalnál eddig 103 jelölt jelezte indulási szándékát. Mind a 48 választókörzetben egyedül a hatalmon lévő Hazafias Irányultság és Építkezés Koalíció állított jelöltet. A részvételi arány 41,7%-os volt. Az APRC 42 képviselői helyet szerzett.
A választások után Yahya Jammeh a következőket mondta: "Azok, akik az ellenzékre szavaztak, bizonyára nem fogják elfogadni a fejlesztési tervemet. Meg akarom tanítani az embereknek, hogy Afrikában az ellenzékhez tartozni nem kifizetődő dolog."
| Pártok                                                | Szavazatok | %     | Mandátumok | +/− |
| ----------------------------------------------------- | ---------- | ----- | ---------- | --- |
| Hazafias Irányultság és Építkezés Koalíció (APRC)     | 157 392    | 59,7  | 42         | −3  |
| Egyesült Demokratapárt (UDP)                          | 57 545     | 21,8  | 4          | +4  |
| Demokráciáért és Fejlődésért Nemzeti Szövetség (NADD) | 29 773     | 11,3  | 1          | −2  |
| Független                                             | 18 751     | 7,1   | 1          | +1  |
| APRC Elnök által kinevezett                           |            |       | 5          | 0   |
| Összesen                                              | 263 461    | 100,0 | 53         | -   |

Az UDP bojkottálta 2002-es választásokat.